# Südafrikanische Cricket-Nationalmannschaft in Australien in der Saison 1931/32
Die Tour der südafrikanischen Cricket-Nationalmannschaft nach Australien in der Saison 1931/32 fand vom 27. November bis zum 15. Februar 1931. Die internationale Cricket-Tour war Bestandteil der Internationalen Cricket-Saison 1931/32 und umfasste fünf Tests. Australien gewann die Serie 5–0.

## Vorgeschichte
Für beide Mannschaften war es die erste Tour der Saison.
Das letzte Aufeinandertreffen der beiden Mannschaften bei einer Tour fand in der Saison 1921/22 in Südafrika statt.

## Stadien
Die folgenden Stadien wurden für die Tour als Austragungsort vorgesehen.
| Stadion                  | Stadt     | Kapazität | Spiele       |
| ------------------------ | --------- | --------- | ------------ |
| Adelaide Oval            | Adelaide  | 53.583    | 4. Test      |
| The Gabba                | Brisbane  | 42.000    | 1. Test      |
| Melbourne Cricket Ground | Melbourne | 100.024   | 3. & 5. Test |
| Sydney Cricket Ground    | Sydney    | 48.000    | 2. Test      |

## Kaderlisten
Die Mannschaften benannten die folgenden Kader.
| Test | Test |
| Australien | Südafrika |
| --- | --- |
| - Donald Bradman - Jack Fingleton - Clarrie Grimmett - Bill Hunt - Bert Ironmonger - Alan Kippax - Perker Lee - Stan McCabe - Laurie Nash - Jack Nitschke - Bill O’Reilly - Bert Oldfield - Ron Oxenham - Bill Ponsford - Keith Rigg - Pud Thurlow - Tim Wall - Bill Woodfull - Ted a’Beckett | - Sandy Bell - Lennox Brown - Jock Cameron - Jim Christy - Syd Curnow - Eric Dalton - Quintin McMillan - Bruce Mitchell - Denys Morkel - Neville Quinn - Herbie Taylor - Ken Viljoen - Cyril Vincent |

## Tests

### Erster Test in Brisbane
| 27. November – 3. Dezember Scorecard | Brisbane | Australien 450 (137.3)                            | – | Südafrika 170 (138.1) & 117 (60.1) (f/o) |
|                                      |          | Australien gewinnt mit einem Innings und 163 Runs |   |                                          |

### Zweiter Test in Sydney
| 18. – 21. Dezember Scorecard | Sydney | Südafrika 153 (73) & 161 (73.3)                   | – | Australien 469 (154.5) |
|                              |        | Australien gewinnt mit einem Innings und 155 Runs |   |                        |

### Dritter Test in Melbourne
| 31. Dezember – 6. Januar Scorecard | Melbourne | Australien 198 (77.1) & 554 (164.4) | – | Südafrika 358 (188.3) & 225 (115) |
|                                    |           | Australien gewinnt mit 169 Runs     |   |                                   |

### Vierter Test in Adelaide
| 29. Januar – 2. Februar Scorecard | Adelaide | Südafrika 308 (140.4) & 274 (123.2) | – | Australien 513 (138) & 73-0 (19.2) |
|                                   |          | Australien gewinnt mit 10 Wickets   |   |                                    |

### Fünfter Test in Melbourne
| 12. – 15. Februar Scorecard | Melbourne | Südafrika 36 (23.2) & 45 (31.3)                  | – | Australien 153 (54.3) |
|                             |           | Australien gewinnt mit einem Innings und 72 Runs |   |                       |